# Mariano Hoyas
Mariano Hoyas de la Cruz (San Sebastián, 19 settembre 1970) è un ex calciatore spagnolo, di ruolo difensore.

## Carriera
Ha segnato il suo unico gol in Liga il 2 aprile del 1995 in occasione della partita vinta dal Celta Vigo in casa dell'Atlético Madrid per 2-0.